# Mehmed V
Mehmed V ou Mehmed V Reşad (en turc ottoman : محمد خامس, Meḥmed-i ẖâmis ; en turc : Beşinci Mehmet Reşat), né le 2 novembre 1844 à Constantinople et mort le 3 juillet 1918 dans la même ville, est sultan ottoman et calife de l'islam du 27 avril 1909 à sa mort.
Troisième fils d'Abdülmecid Ier et demi-frère des sultans Mourad V et Abdülhamid II, il accède au trône après la déposition de ce dernier par les Jeunes-Turcs au pouvoir depuis la révolution de 1908.
Mehmed V n'exerce presque aucune autorité politique et est tenu à l'écart du gouvernement de l'Empire. Durant son règne, l'Empire ottoman perd ses dernières possessions en Afrique du nord puis en Europe, avant de s'engager dans la Première Guerre mondiale.
Il meurt quelques mois avant la défaite de son pays. Son frère cadet lui succède sous le nom de Mehmed VI. L'Empire ottoman disparaît peu après avec la proclamation de la république de Turquie en 1922.

## Biographie
Né en 1844 à Constantinople, Mehmed V était le fils du sultan Abdülmecid Ier et de Gulcemal. Il accède au trône sans aucune expérience politique à l'âge de 65 ans le 27 avril 1909 à la suite de la déposition de son frère aîné Abdülhamid II. Il vécut à Constantinople, dans le palais de Yıldız.
Sous son règne se déroulèrent le massacre des Arméniens en 1909 à Adana, la guerre italo-ottomane de 1911-1912 (perte de la Libye et du Dodécanèse par l'Empire ottoman), la première guerre balkanique de 1912 (perte de l'Albanie, de la Macédoine, de la Thrace, de la Roumélie), et la Première Guerre mondiale, au cours de laquelle le régime des Jeunes-Turcs commet le génocide arménien, le génocide assyrien et le début du génocide grec pontique. Le nombre de morts du génocide arménien et assyro-chaldéen est généralement estimé entre 800 000 et 1,800 000 morts.
Pour l'Empire ottoman, l'issue de la Première Guerre mondiale risque d'être son démembrement car allié aux Austro-Hongrois et aux Allemands, il se trouve dans le camp des vaincus. Mehmed V meurt avant la fin de la guerre, le 3 juillet 1918. Sa tombe se trouve dans l'actuel district stambouliote d'Eyüp. Il laisse deux fils, le prince Mehmed Ziyaeddin (tr) (1873-1938) et le prince Ömer Hilmi (en) (1888-1935).

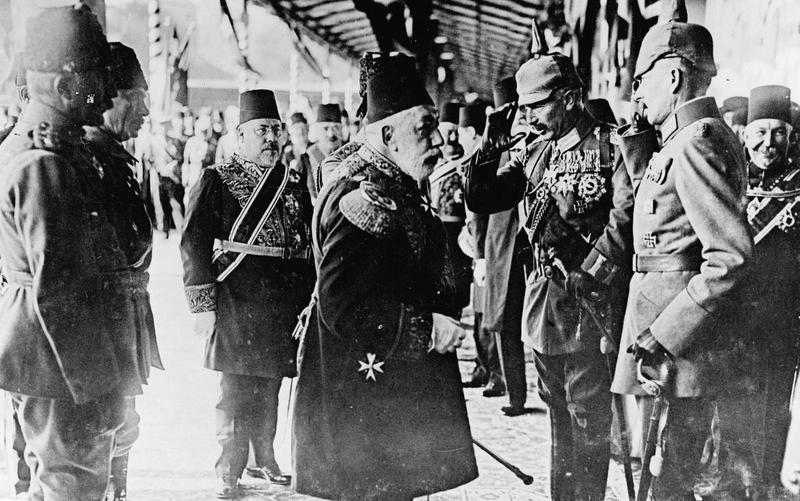
Guillaume II et Mehmed V, Istanbul.